# Sharpiella turfacea
Sharpiella turfacea là một loài Rêu trong họ Hypnaceae. Loài này được (Lindb.) Z. Iwats. miêu tả khoa học đầu tiên năm 1965.